# Mawatarius secundus
Mawatarius secundus är en mossdjursart som beskrevs av Gordon och Jean-Loup d'Hondt 1997. Mawatarius secundus ingår i släktet Mawatarius och familjen Mawatariidae. Inga underarter finns listade i Catalogue of Life.